# 洛伊武什-杜蒙蒂
洛伊武什-杜蒙蒂是葡萄牙波尔图区的一个堂区。总面积9.81平方公里，总人口395人，人口密度40.3人/平方公里。